# Vrelo Bosne

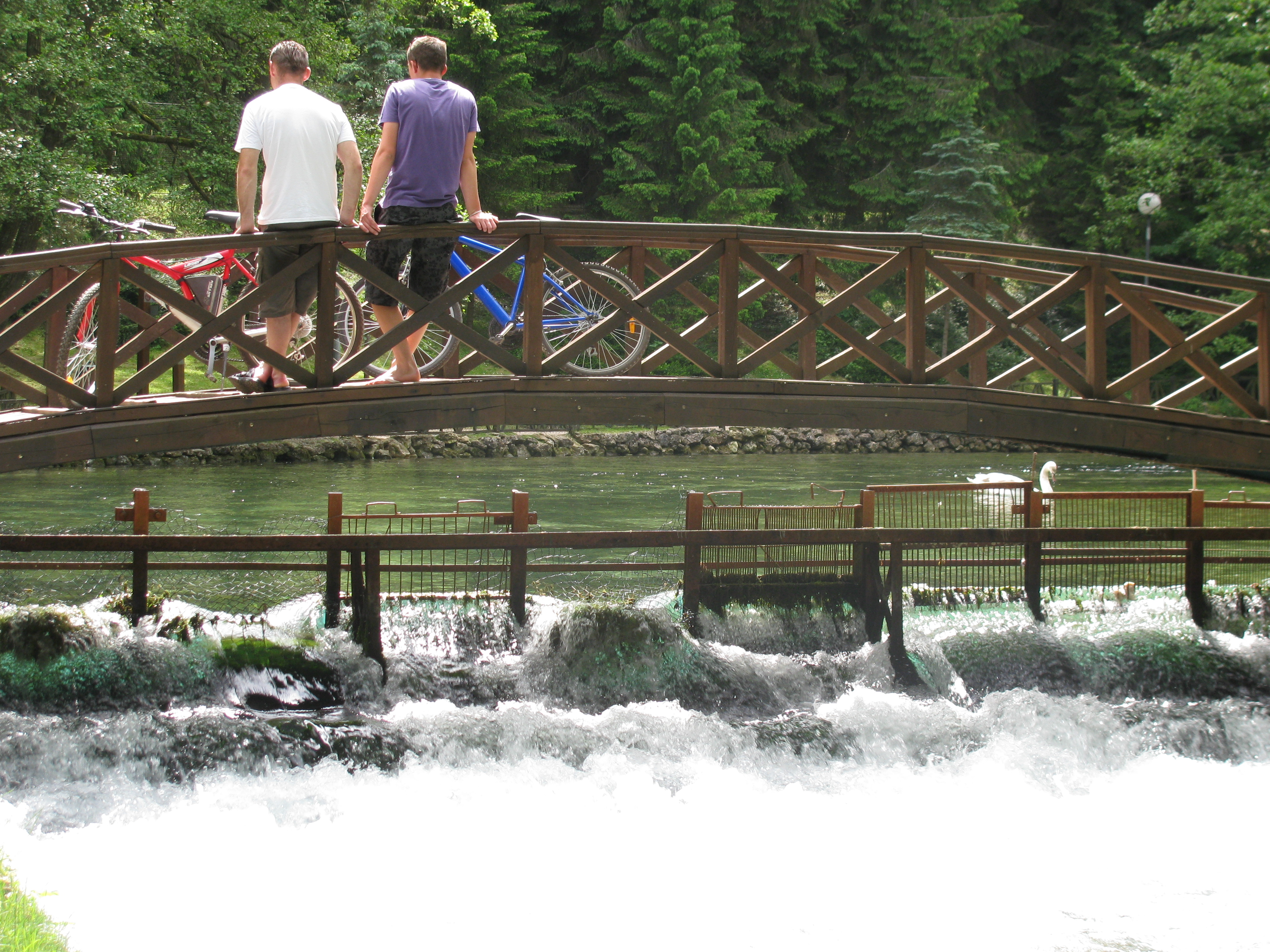
Cicliști în parcul Vrelo Bosne

Vrelo Bosne (trad: Izvorul Râului Bosna) este un parc public de 603 ha la poalele muntelui Igman, periferia orașului Sarajevo, capitala Bosniei și Herțegovinei. În interiorul acestuia se găsește izvorul râului Bosna.

## Istorie
În apropiere de Vrelo Bosne se află Podul roman din Plandište care traversează râul Bosna. Acesta a fost construit în perioada 1530-1550 din pietrele podului roman original care făcea legătura cu satul Aquae Sulphurae în epoca antică. Unele situri arheologice din zonă datează din perioada 2400-2000 a.Chr.
Împrejurimile au fost populare în perioadele romană, otomană și austro-ungară datorită izvoarelor termale. Între 1888 și 1892 de-a lungul Aleii Principale (Velika Aleja) s-au plantat 3.000 de castani și platani. Zona izvorului râului Bosna este oficial protejată din anul 1954, iar întreg parcul Vrelo Bosne a fost declarat monument natural de categoria a II-a (IUCN) în 2006.

## Turism

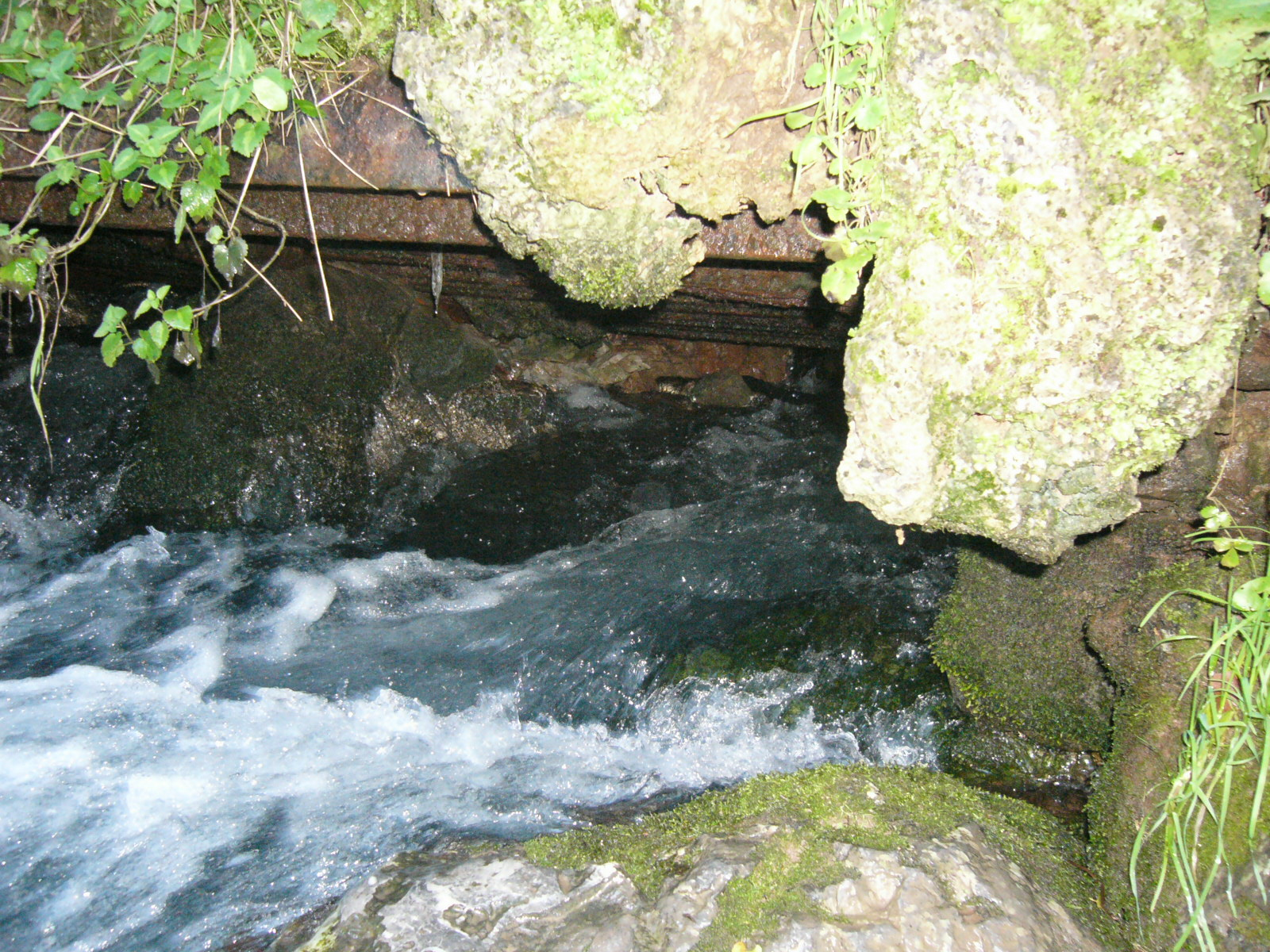
Izvorul râului Bosna la poalele muntelui Igman

Situat în municipiul Ilidža, Vrelo Bosne este unul dintre cele mai populare atracții naturale din Bosnia și Herțegovina și oferă o escapadă liniștită pentru turiștii obosiți de viața de oraș. În jur de 60.000 de turiști vizitează anual parcul. Apa izvorului din Vrelo Bosne este potabilă, dar consumarea acesteia nu este recomandată.
Oamenii pot intra în parc pe jos sau cu trăsura, la un preț rezonabil, printr-o alee de 3,5 km lungime (Velika Aleja). De-a lungul acesteia se perindă un șir de vile tradiționale din perioada austro-ungară care oferă vizitatorilor șansa de admira luxurile vieții din trecut.
Drumurile și cărările din interiorul parcului sunt ideale pentru plimbările pe jos sau cu bicicletă, ele trecând pe lângă cascade și cursurile de apă. Există cafenele și restaurante în aer liber, dar programul lor de lucru variază în funcție de sezon. Printre animalele care viețuiesc în parc se numără rațele sălbatice și lebedele. Din pești este prezent păstrăvul brun (indigen), păstrăvul curcubeu și o specie de lipan, care au fost introduse în zonă.
În timpul Războiului Bosniac parcul nu a fost îngrijit, iar localnicii au tăiat o parte din copaci și au folosit lemnul pentru foc. În 2000 parcul a fost reabilitat de tinerii locali cu sprijinul unei organizații ecologice internaționale.
Echipa națională de fotbal a Bosniei și Herțegovinei își desfășoară uneori sesiunile de antrenament în parc, jucătorii fiind cazați la Hotelul Herțegovina din apropiere.

## Galerie

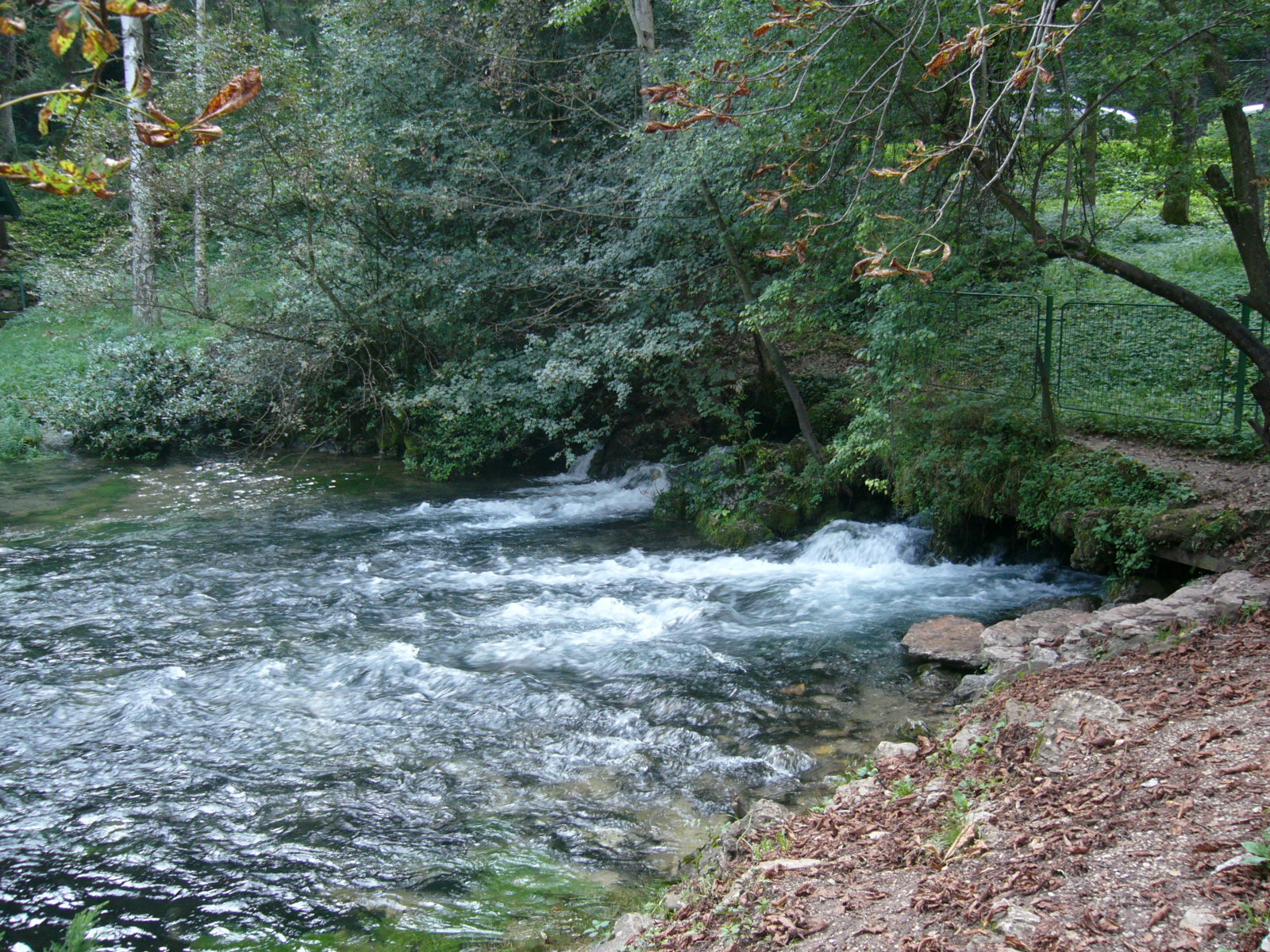
Izvorul râului Bosna, Sarajevo (Toamna 2005)
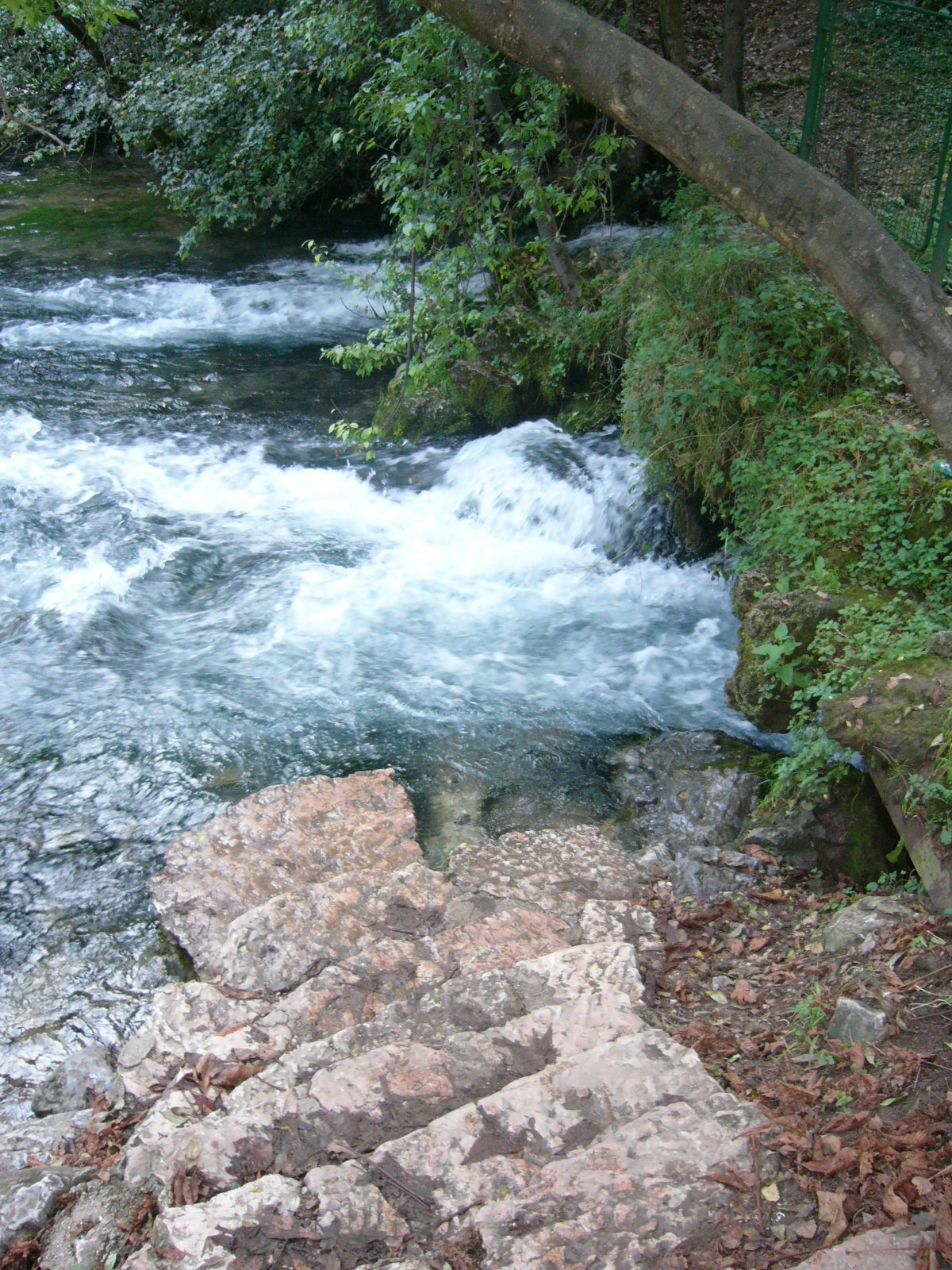
Izvorul râului Bosna, Sarajevo
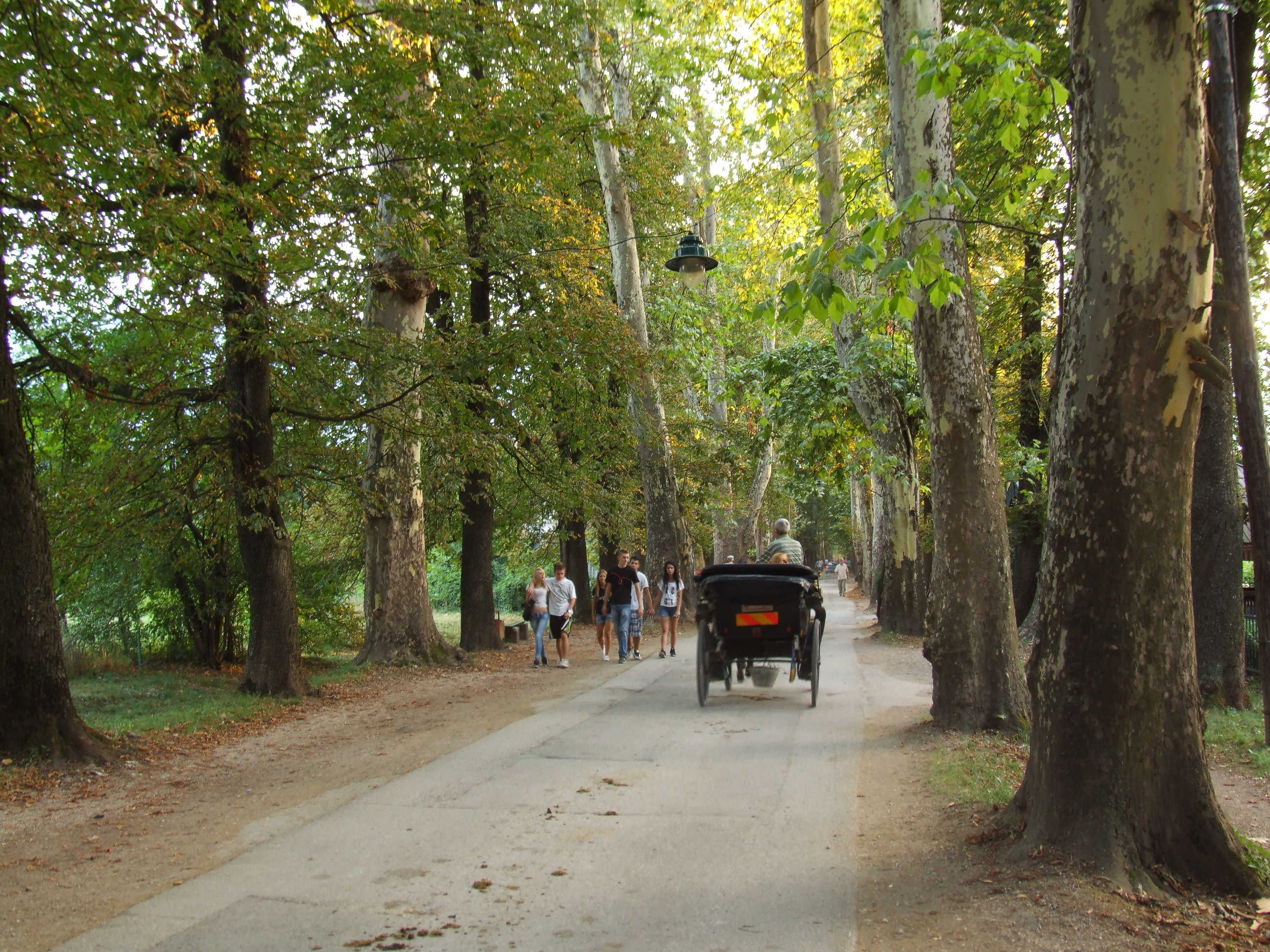
Trăsură cu cai (Velika aleja)
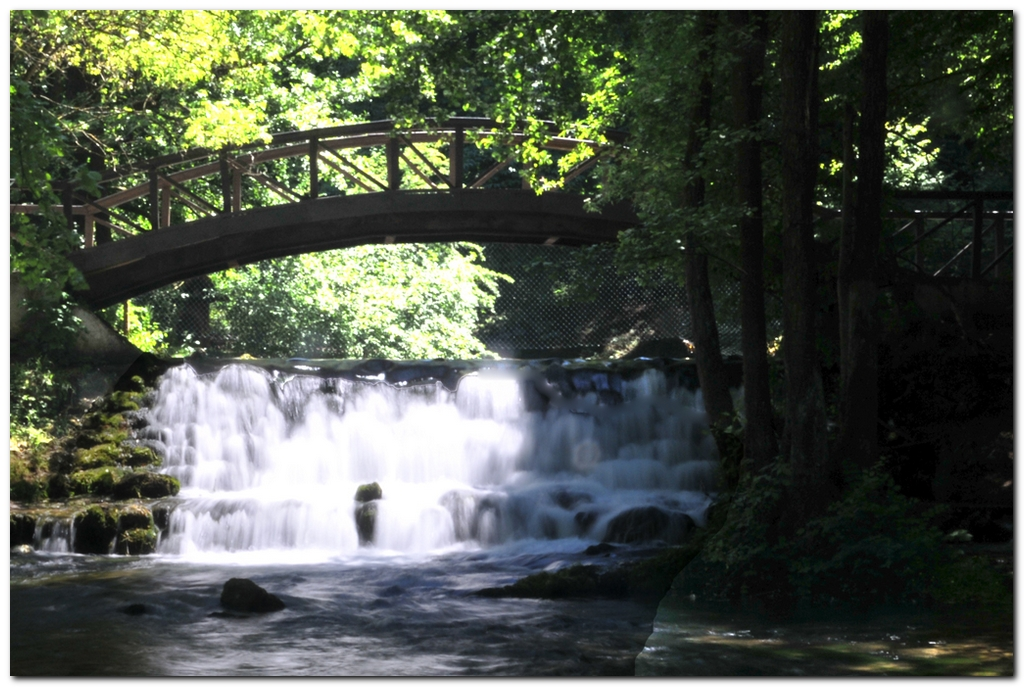
Podul Vrelo Bosne
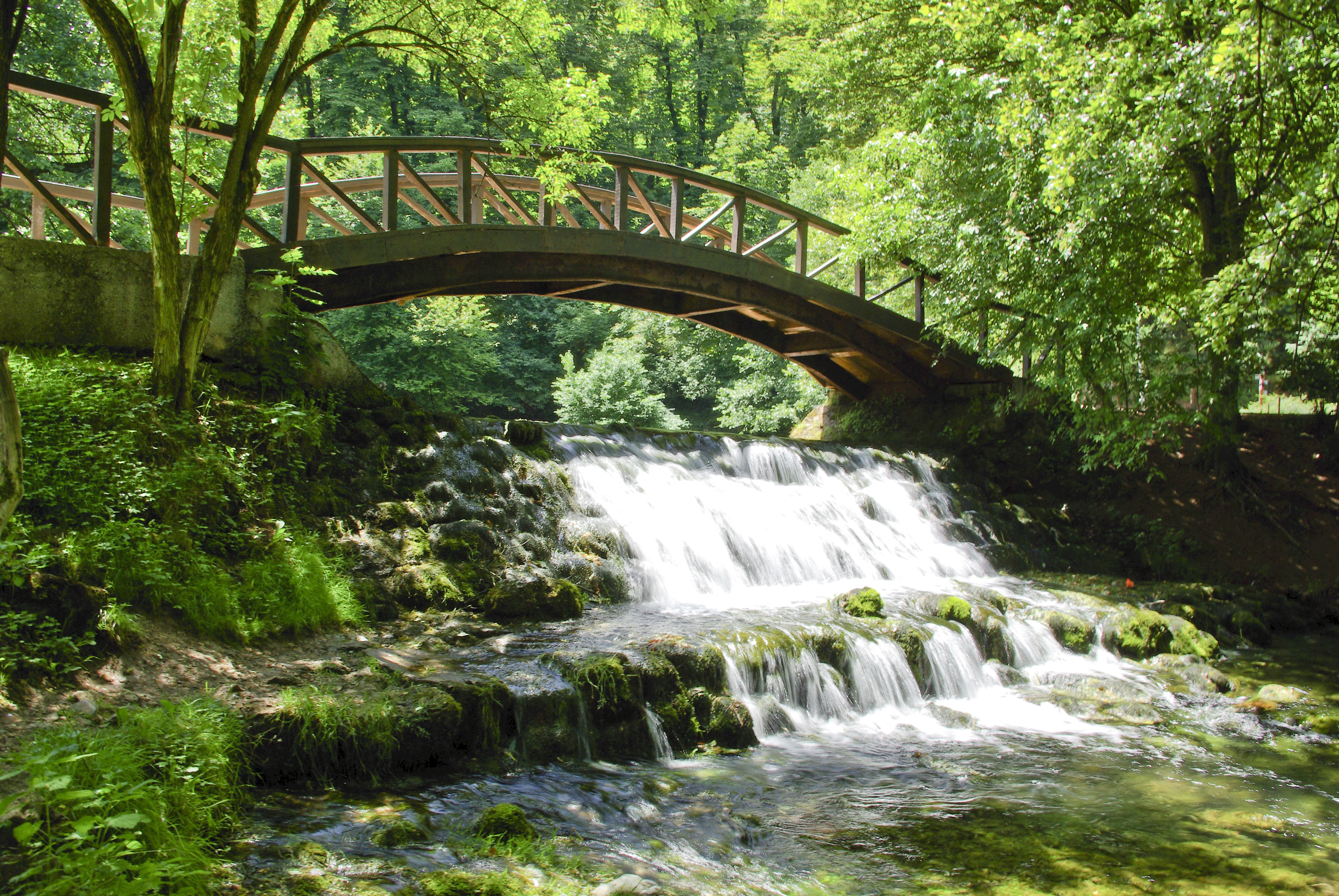
Podul Vrelo Bosne
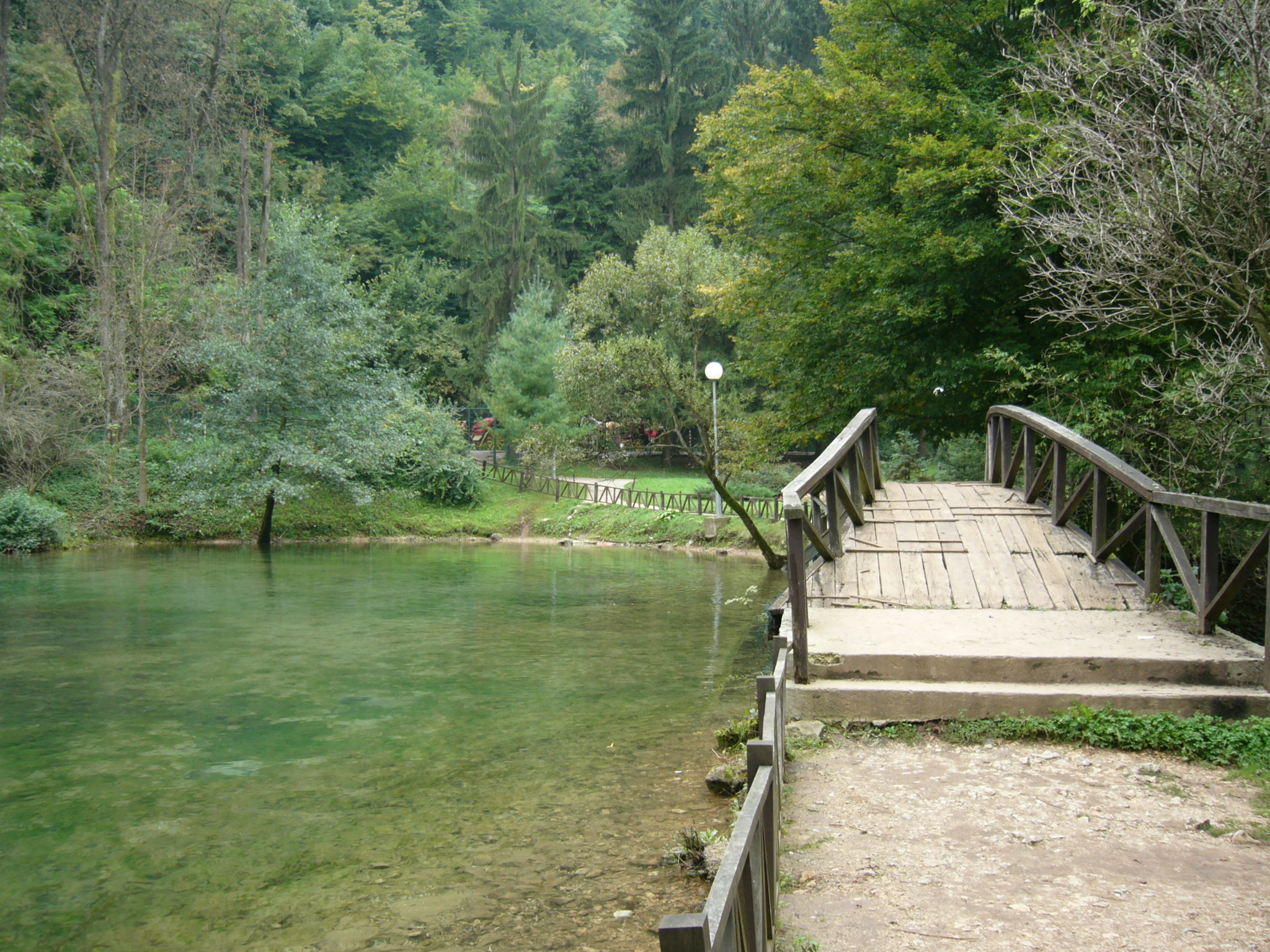
Parcul Vrelo Bosne
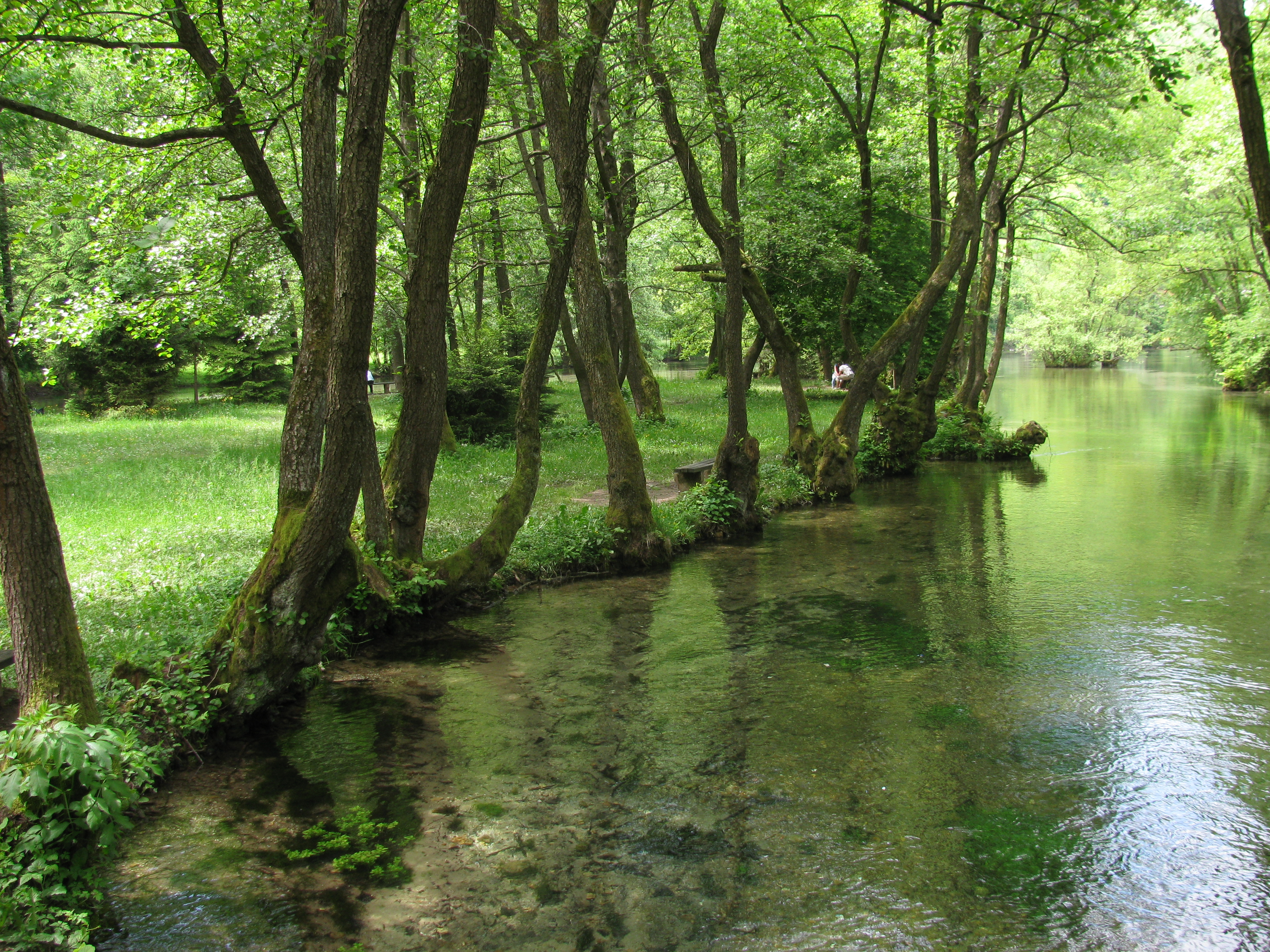
Vrelo Bosne (Vara 2010)
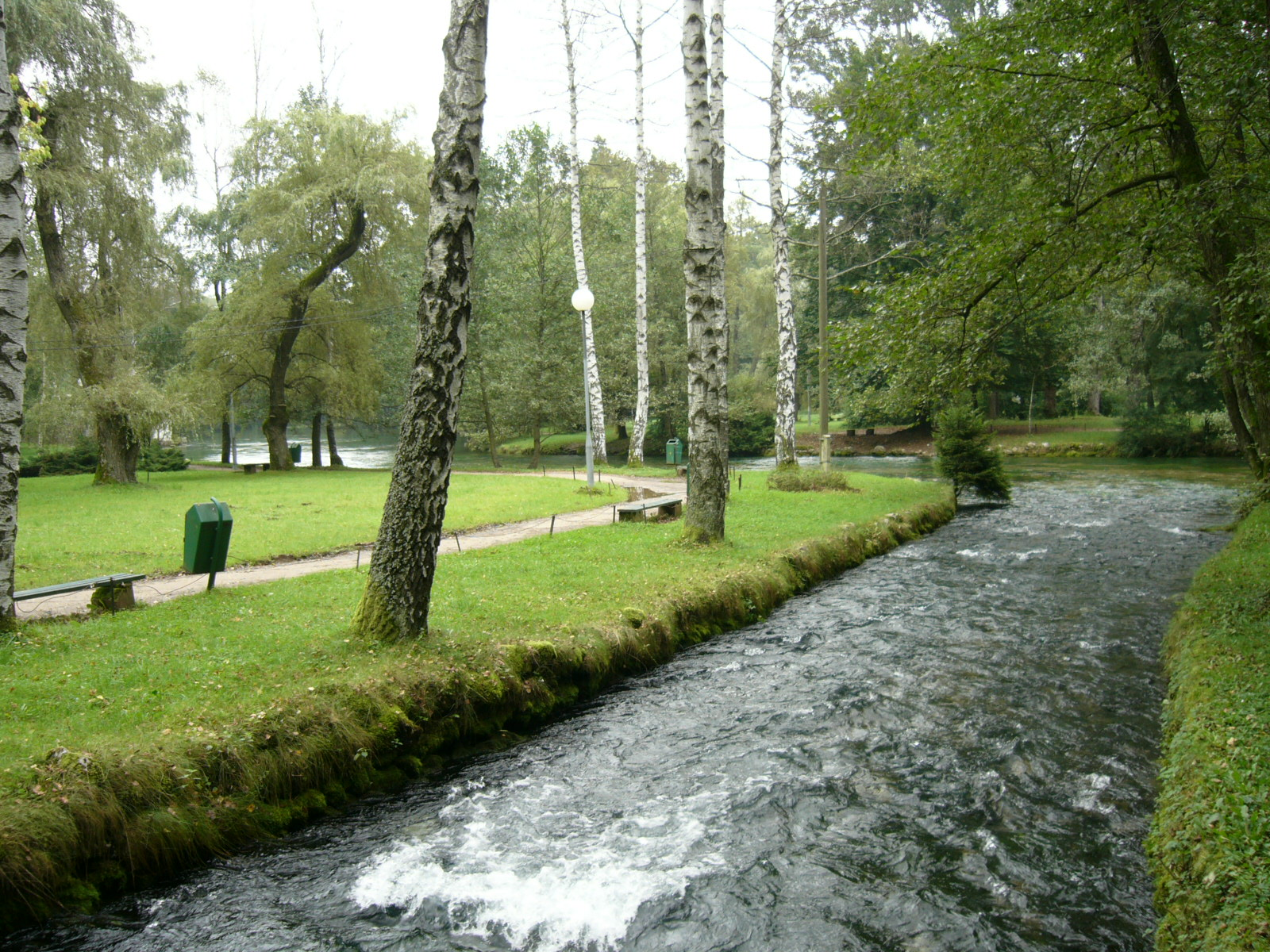
Râul Bosna în Vrelo Bosne
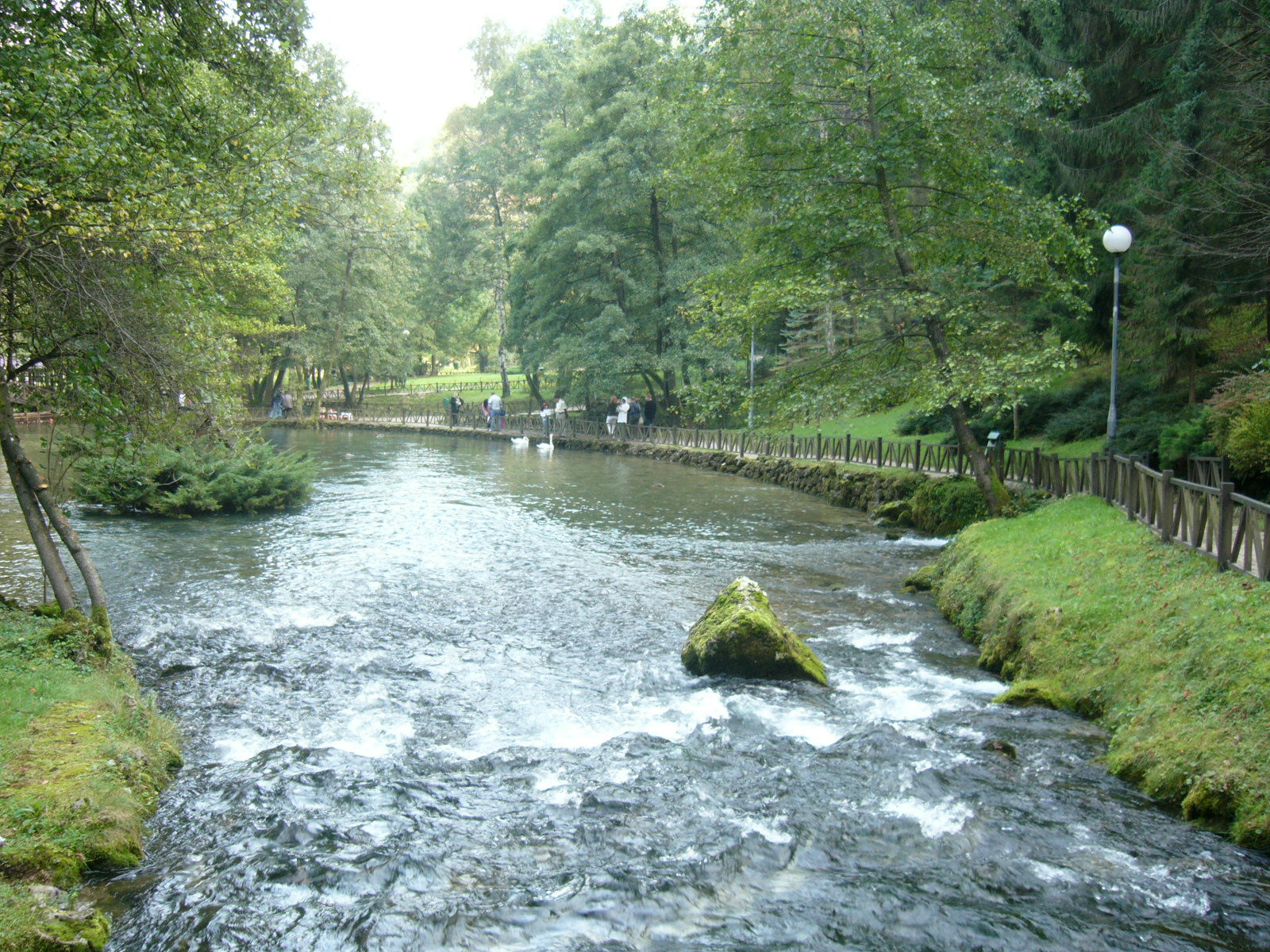
Râul Bosna, Sarajevo (Toamna 2005)
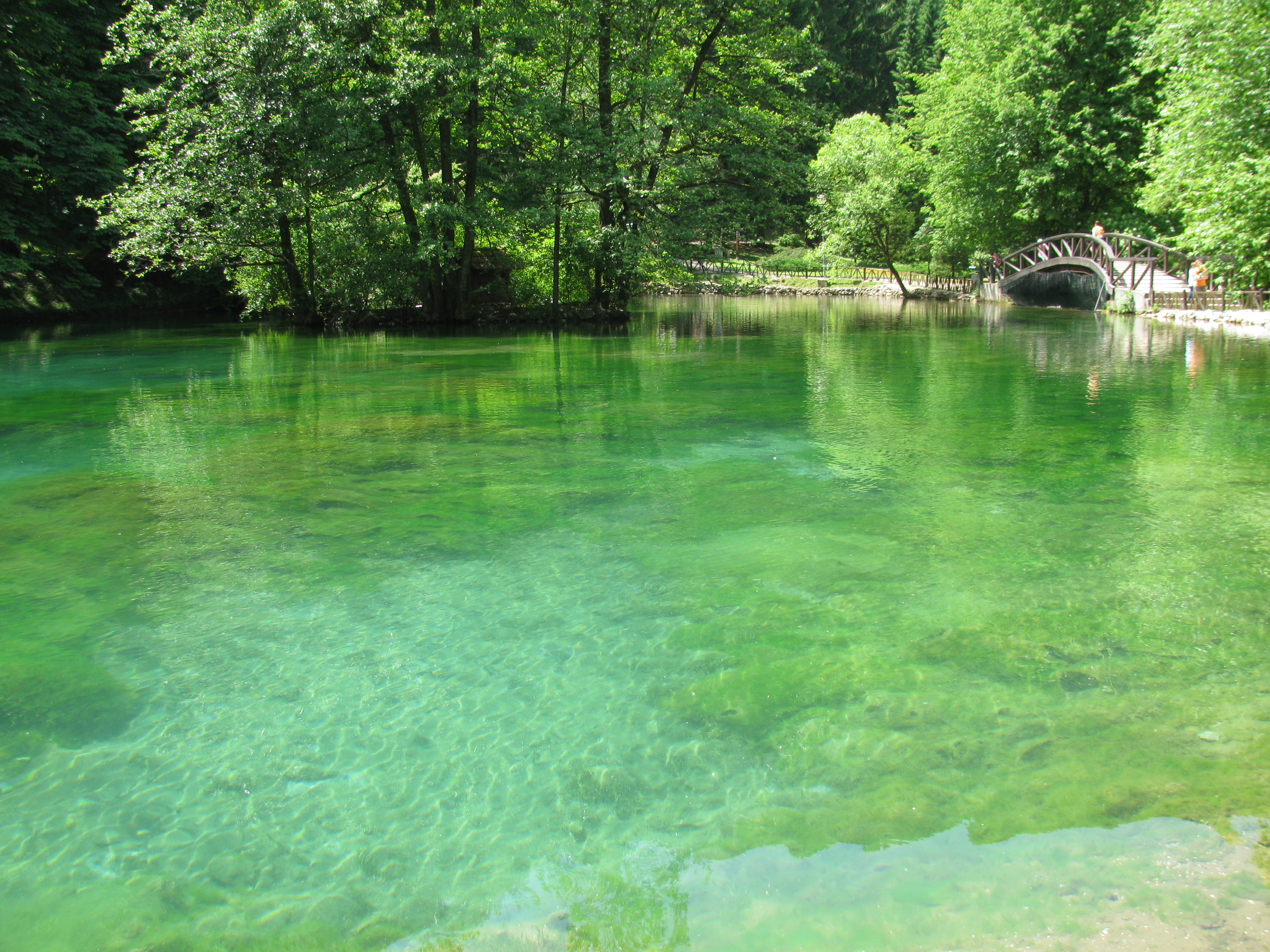
Vrelo Bosne (Vara 2010)
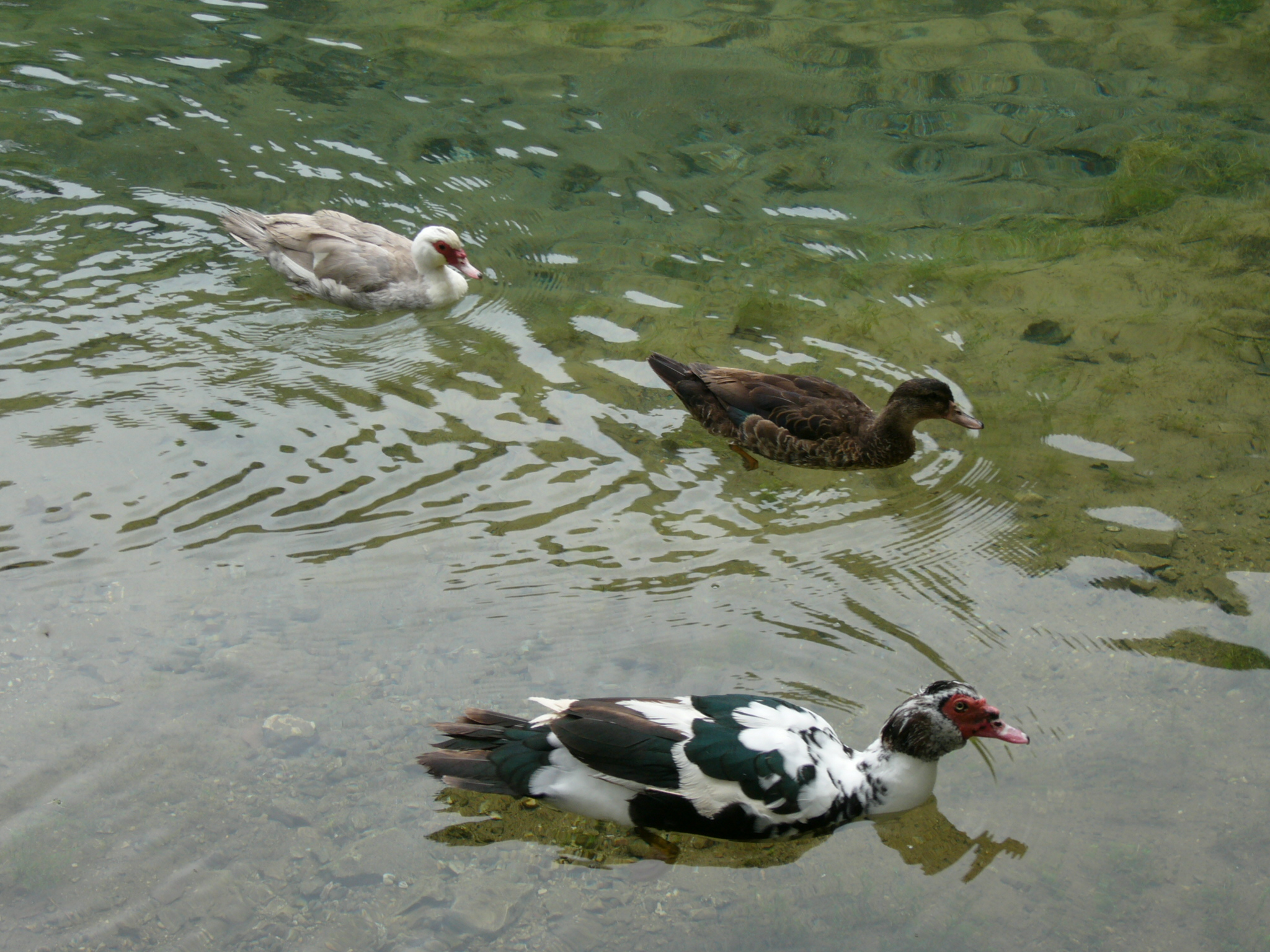
Rațe, Vrelo Bosne
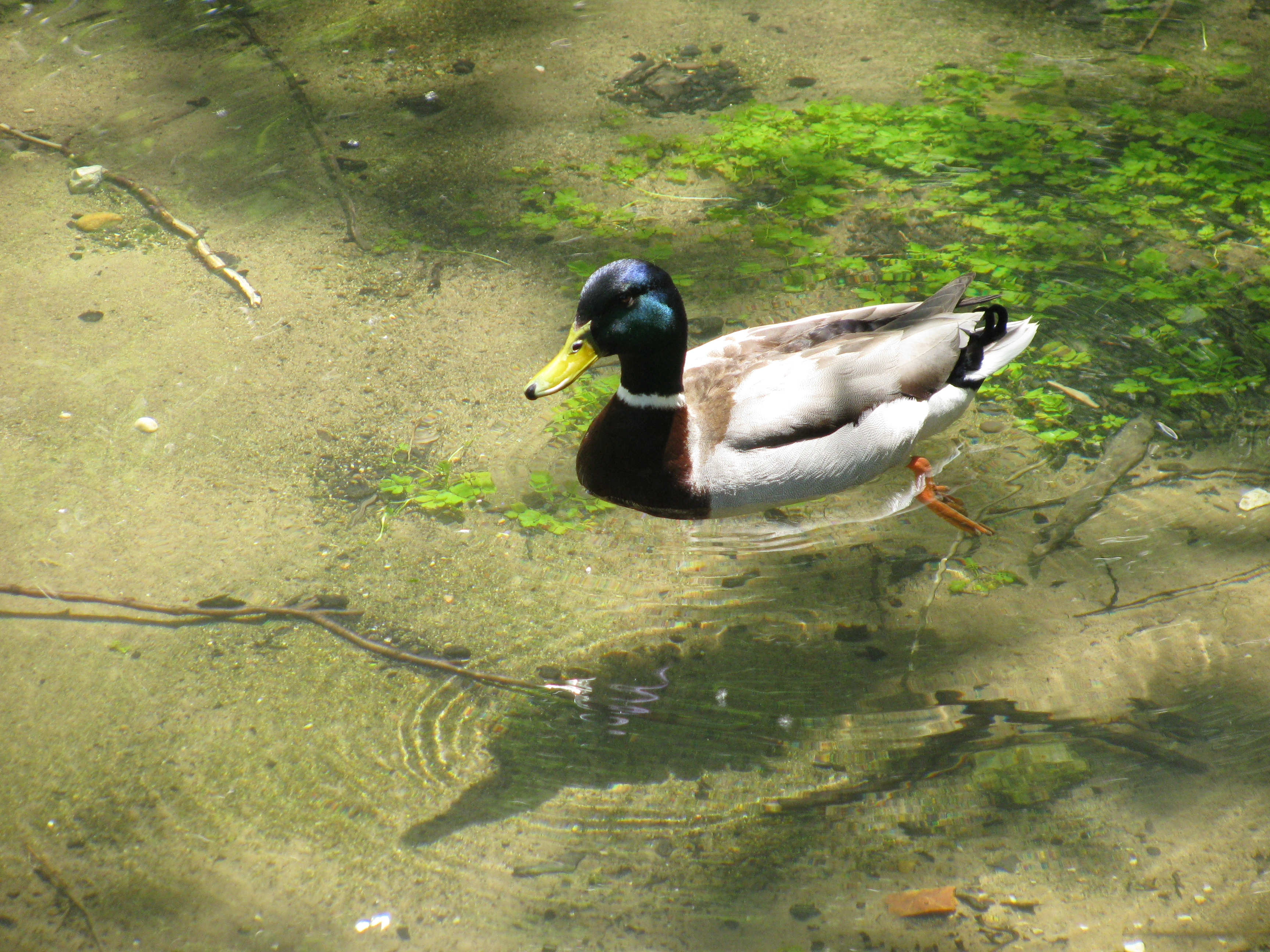
Rațe, Vrelo Bosne
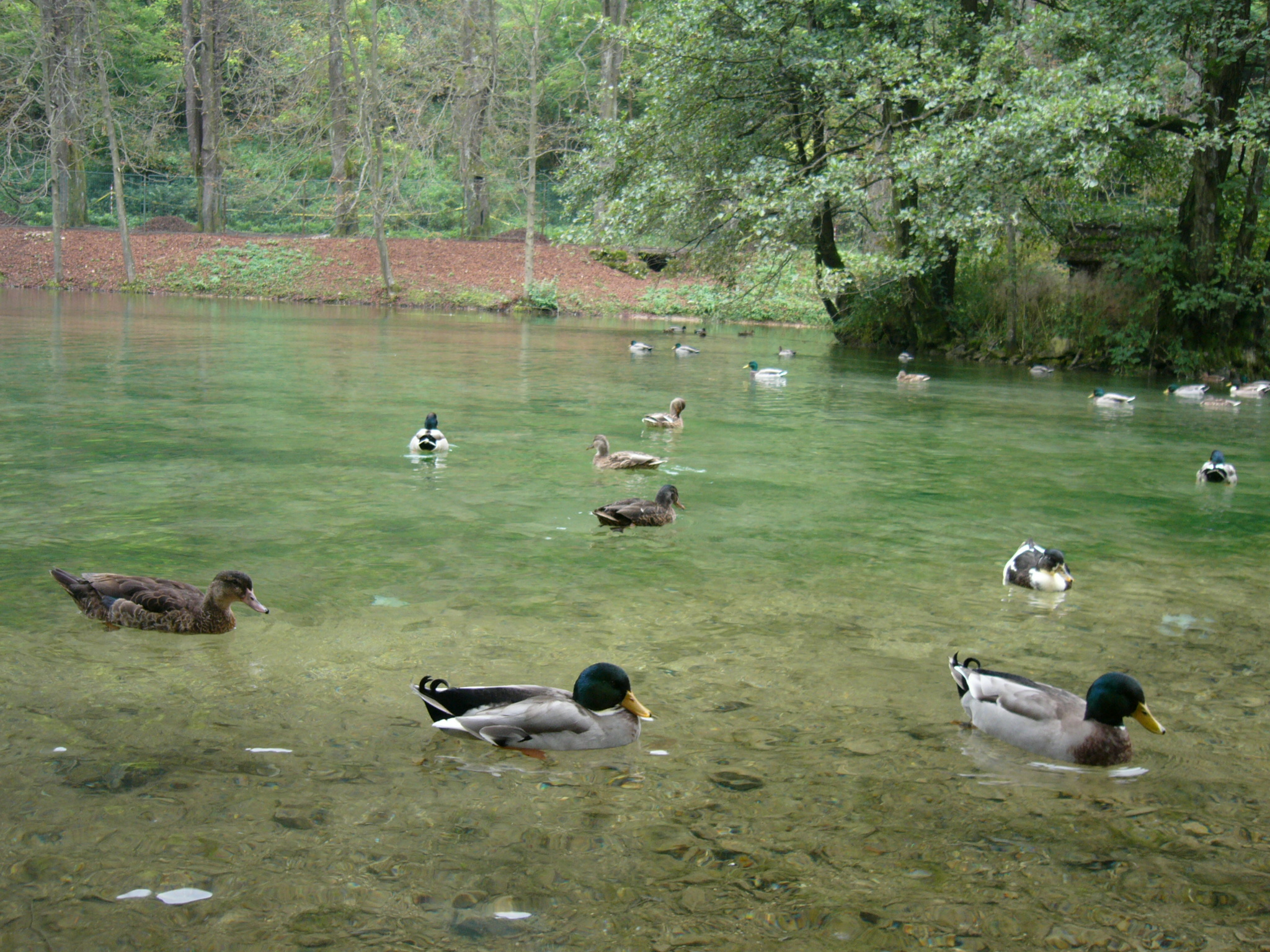
Rațe, Vrelo Bosne
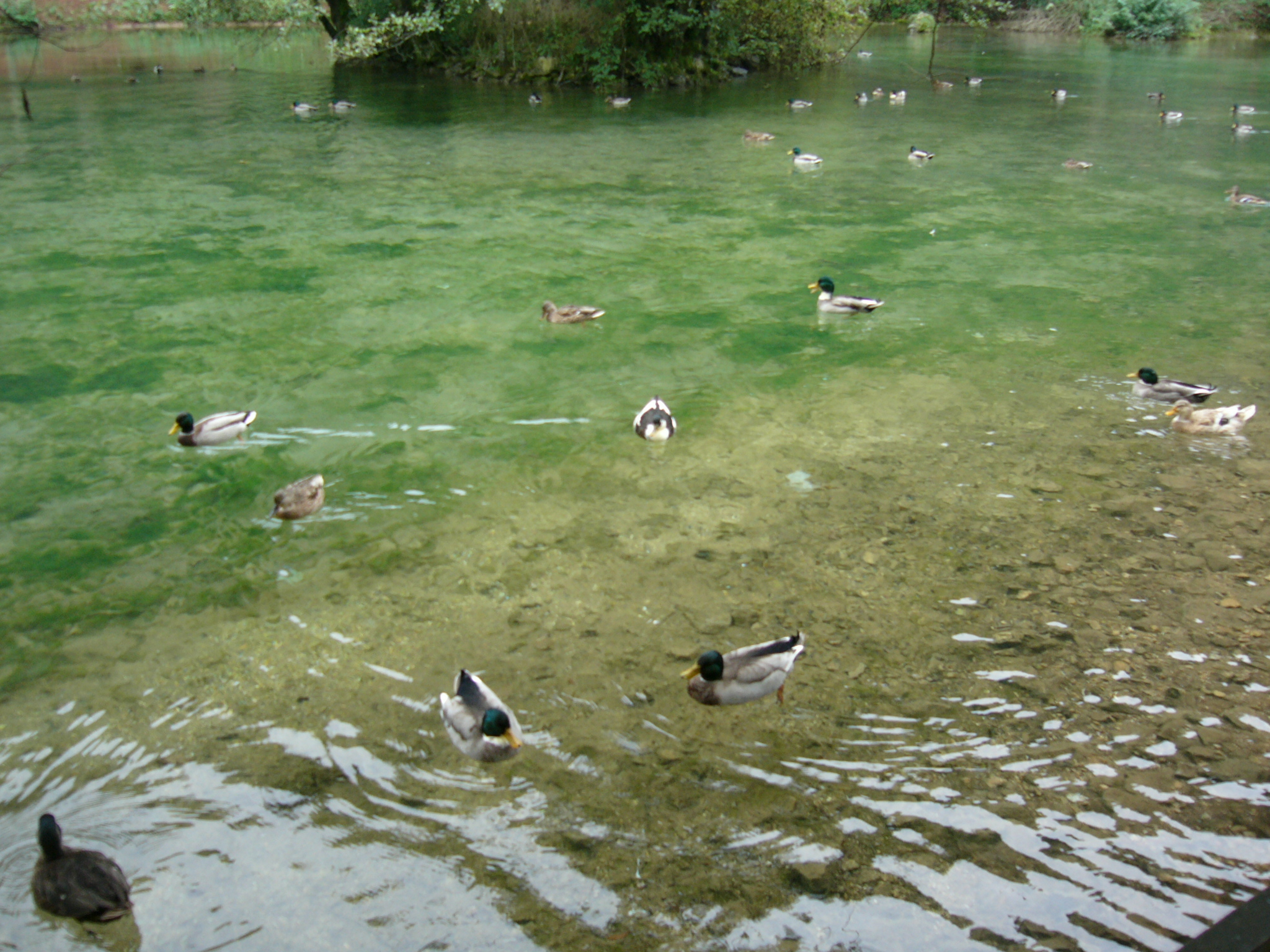
Rațe, Vrelo Bosne
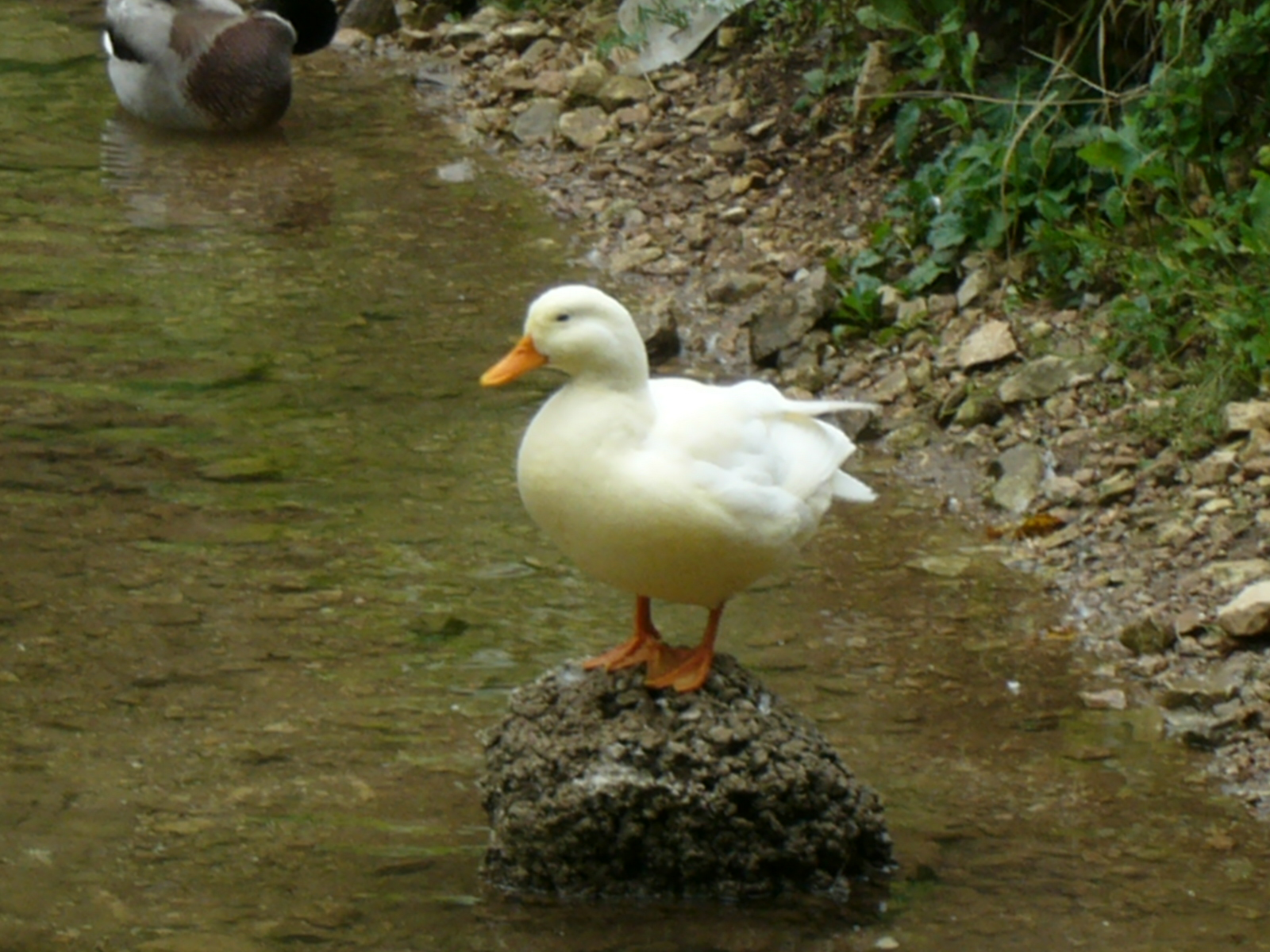
Boboc, Vrelo Bosne
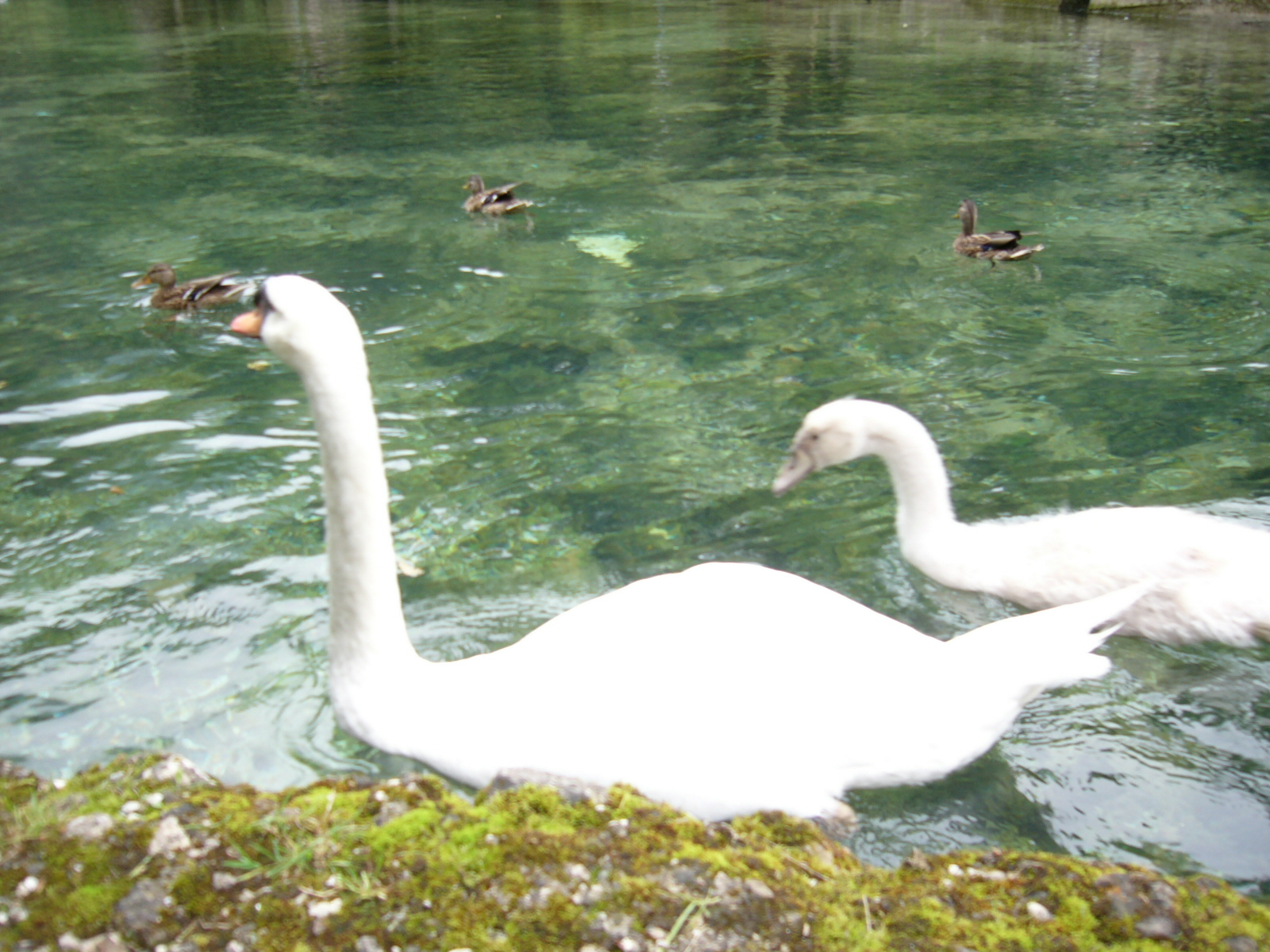
Lebede, Vrelo Bosne
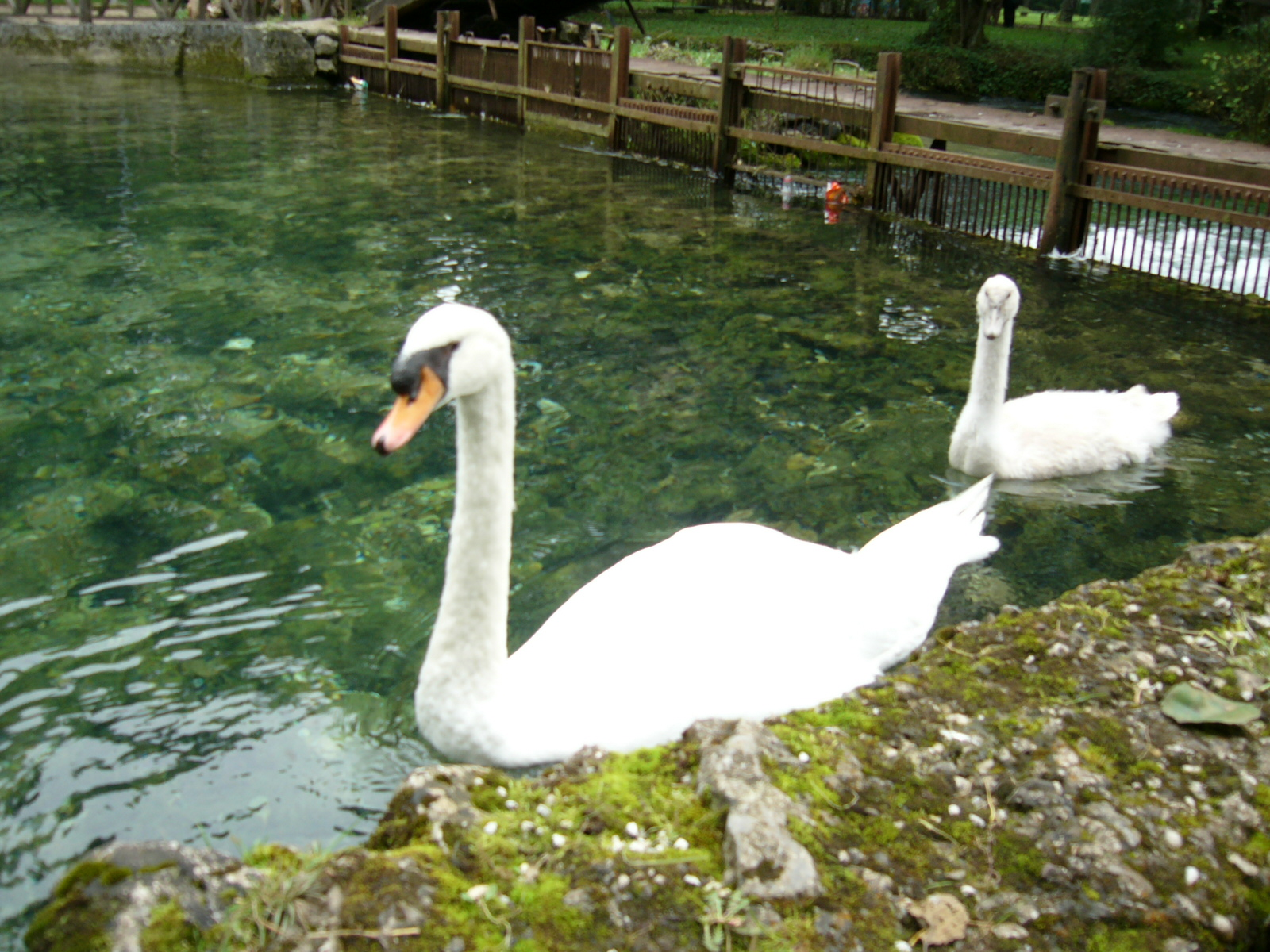
Lebede, Vrelo Bosne
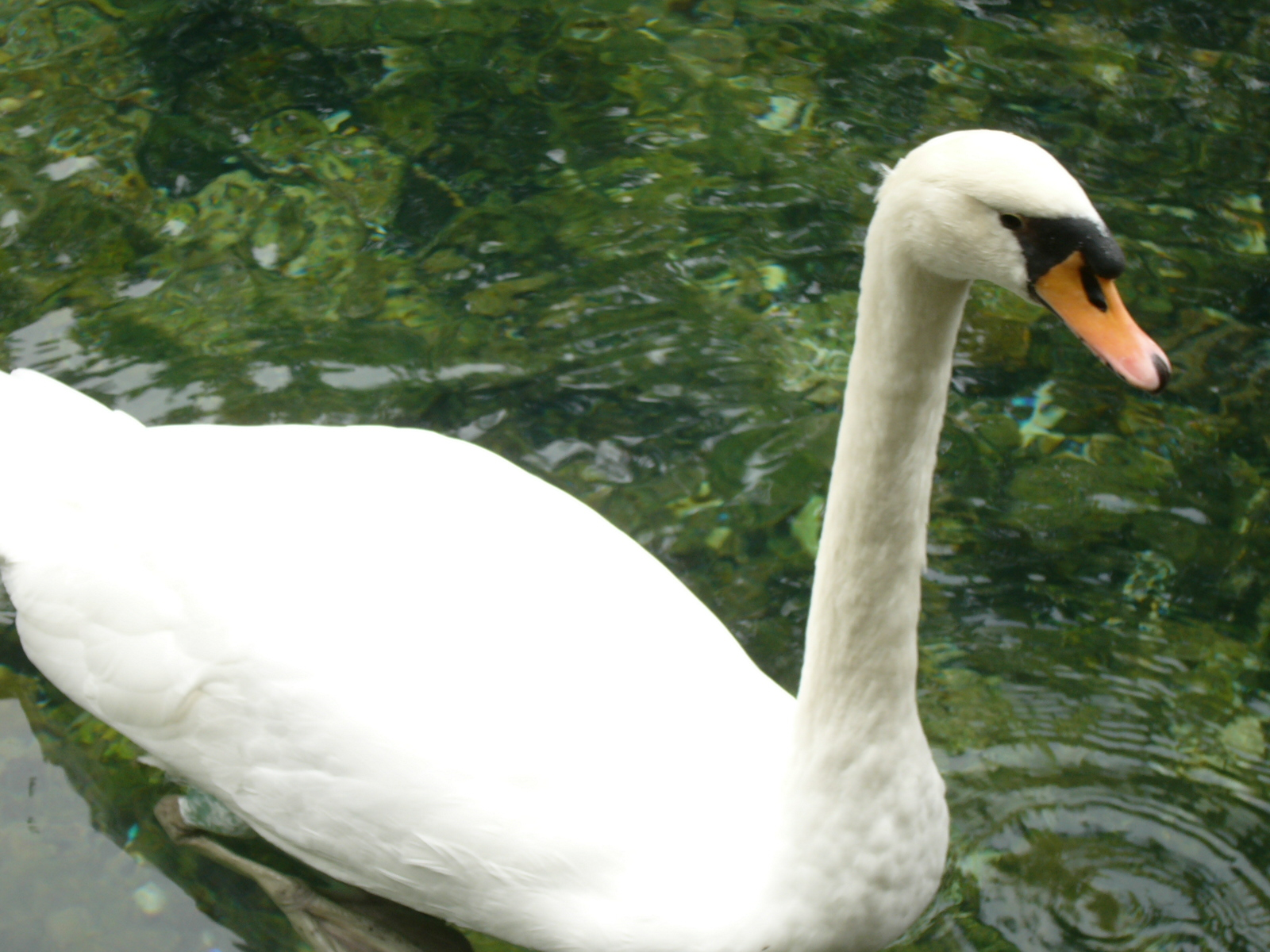
Lebede, Vrelo Bosne
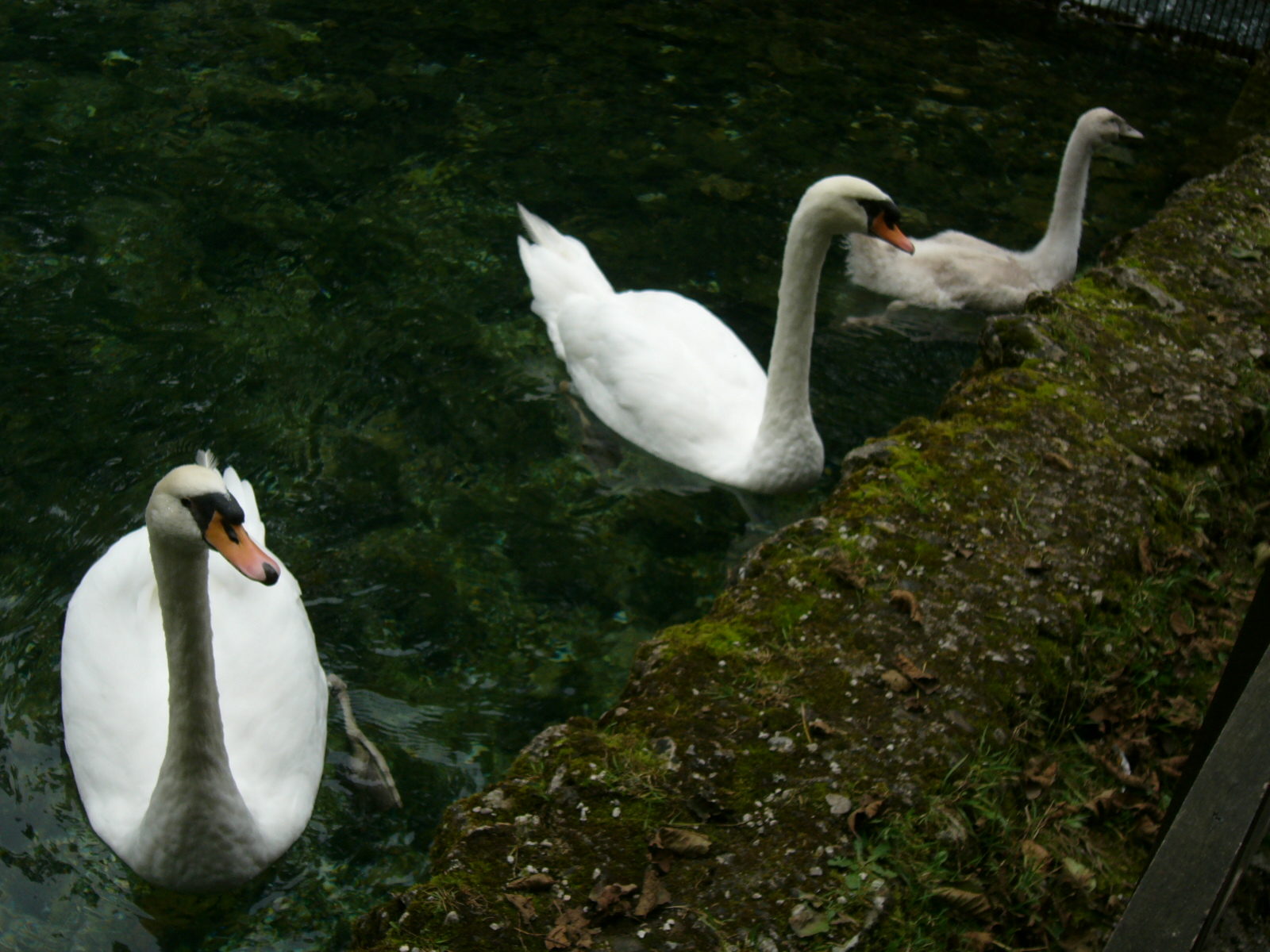
Lebede, Vrelo Bosne
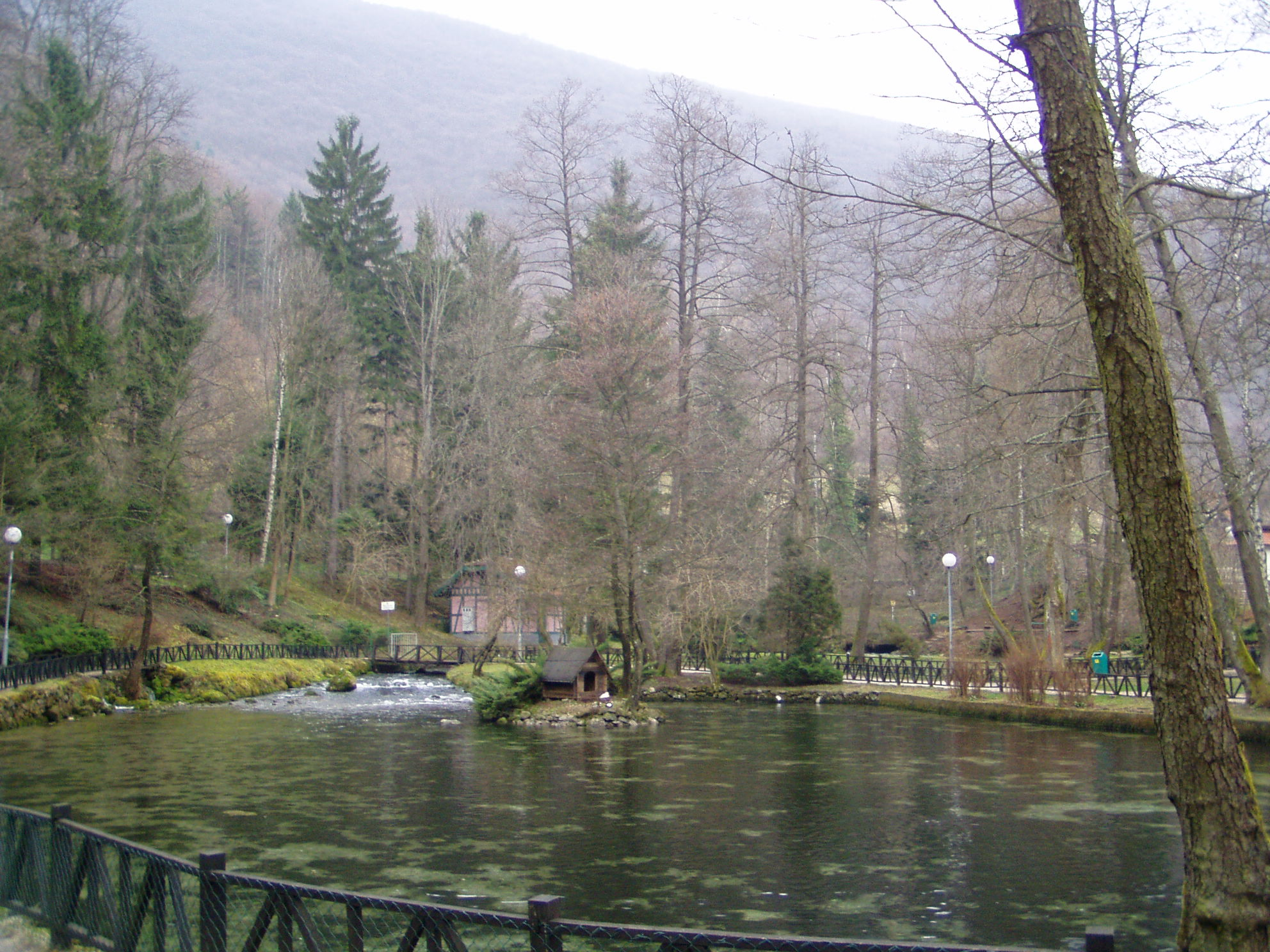
Vrelo Bosne în timpul iernii